# Бабко, Александр Митрофанович
Александр Митрофанович Бабко (12 февраля 1932, дер. Дабровна — 8 апреля 2021 агр. Крошин) —  передовик производства сельскохозяйственной отрасли народного хозяйства СССР. Бригадир полеводческой бригады колхоза «Победа» Барановичского района Брестской области Белорусской ССР. Герой Социалистического Труда (1972). Член КПСС с 1960 года.

## Биография
Родился 12 февраля 1932 года в деревне Дабровна (Dabrowna) Столовичской гмины Барановичского повета Новогрудского воеводства Польской Республики (ныне деревня Дубровно Крошинского сельсовета Барановичского района Брестской области Белоруссии) в крестьянской семье Митрофана Осиповича и Марии Александровны Бабко. Белорус.
В 1941—1944 году находился на территории, оккупированной немецкими войсками. В 1950 году окончил шесть классов неполной средней школы и начал работать полеводом в местном колхозе «Восход». В 1951—1954 годах проходил срочную службу в рядах Советской армии. После демобилизации вернулся в родные места. Работал кладовщиком в укрупнённом колхозе «Победа».
С 1956 года — бригадир полеводческой бригады колхоза «Победа» Барановичского района. Работая на бедных почвах (урожайность зерновых составляла 6—7 центнеров с гектара) бригадир сделал ставку на удобрения и новые агротехнологии. К концу семилетки бригада под его руководством добилась сбора зерновых 29 центнеров с гектара и сахарной свеклы до 380 центнеров с гектара. В 1966 году А. М. Бабко был награждён орденом Ленина.
В 1968 году по предложению председателя колхоза А. А. Мацковского Бабко принял руководство отстающей бригадой, которую скоро вывел в число передовых коллективов района и области. Совершенствуя организацию труда и внедрив перекрёстный метод сева зерновых культур, бригадир добился сбора 41 центнера зерновых с гектара. Кроме того с каждого гектара бригадой было собрано 220 центнеров картофеля, 426 центнеров сахарной свеклы и 10 центнеров льноволокна. Звание Героя Социалистического труда присвоено 13 декабря 1972 года за большие успехи, достигнутые в увеличении производства и продажи государству продуктов земледелия, и проявленную трудовую доблесть на уборке урожая.
В 1976 году полеводческая бригада А. М. Бабко добились ещё большего урожая: 51,2 центнера зерна с гектара, 262 центнера — картофеля, 12,9 центнера — льноволокна. В последующие годы продолжал плодотворно трудиться, неизменно добиваясь высоких показателей. Неоднократно поощрялся ценными подарками и денежными премиями, награждён Почётной грамотой Верховного Совета Белорусской ССР, Почётной грамотой Брестского обкома КП Белоруссии и Брестского областного Совета народных депутатов, Почётной грамотой Барановичского райкома КПБ. Неоднократный участник Выставки достижений народного хозяйства СССР. В 1984 году окончил Новогрудский совхоз–техникум.
А. М. Бабко активно участвовал в общественной и политической жизни. На протяжении 30 лет неизменно избирался депутатом Крошинского сельского Совета. Неоднократно избирался членом бюро Барановичского райкома коммунистической партии Белоруссии, депутатом Брестского областного и районного Советов. Долгие годы активно участвовал в художественной самодеятельности, выступая на сцене Крошинского дома культуры.
С 1992 года А. М. Бабко на пенсии. Жил в Крошине. Участвовал в работе по военно-патриотическому воспитанию молодёжи. Пел в хоре ветеранов. Умер 8 апреля 2021 года. Похоронен в Крошине.

## Награды и звания
- Звание Героя Социалистического труда (13.12.1972):
  - медаль «Серп и Молот» (№15115);
  - орден Ленина (№ 421057).
- Орден Ленина (23.06.1966).
- Почётная грамота Верховного Совета Белорусской ССР (11.02.1982).